# Isogrille

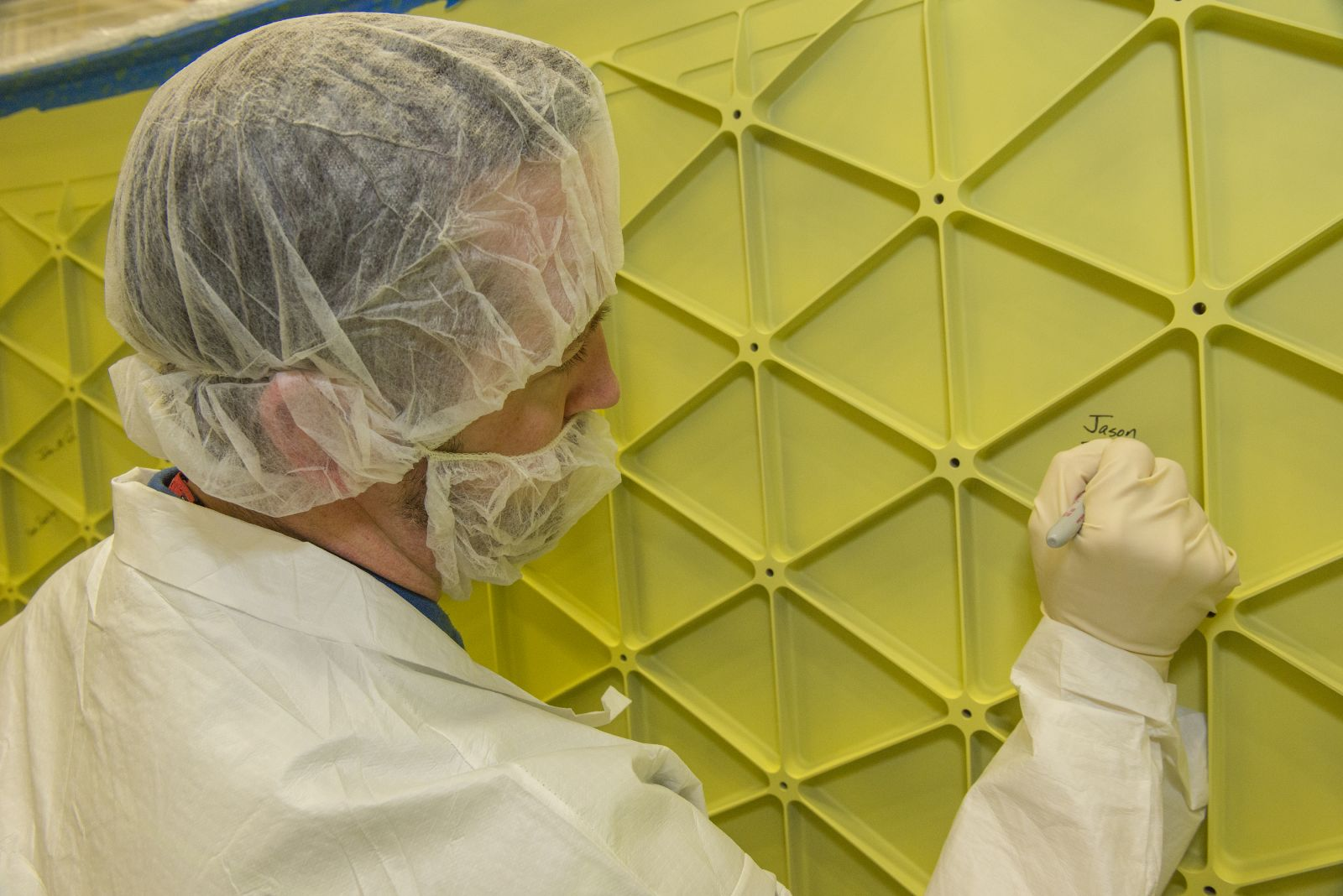
Isogrille à l'intérieur de l'adaptateur reliant le vaisseau Orion à la fusée Delta IV du vol Exploration Flight Test 1.

Une isogrille (en anglais : isogrid) est un type de structure partiellement évidée formée généralement à partir d'une seule plaque métallique comportant des nervures de raidissement triangulaires intégrales (souvent appelées stringers). Elle a été brevetée par McDonnell Douglas (qui fait maintenant partie de Boeing). Elle est extrêmement légère et rigide. Comparée à d’autres structures, elle est coûteuse à fabriquer et est donc limitée aux applications de vols spatiaux et à certaines pièces particulièrement critiques d’une utilisation aérospatiale plus générale.

## Théorie et conception

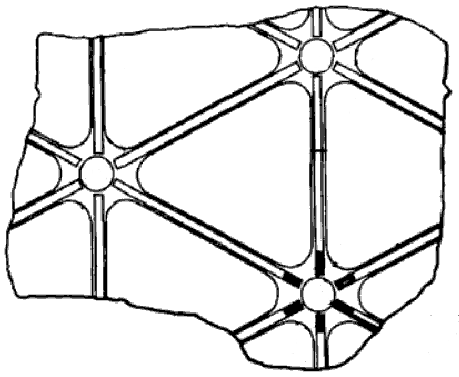
Vue de dessus d'un panneau isogrille

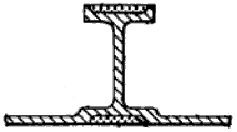
Coupe transversale d'un raidisseur d'un panneau isogrille.

Les structures isogrilles sont liées aux panneaux composites à structure sandwich ; les deux peuvent être modélisés à l'aide de la théorie du sandwich (en), qui décrit des structures avec des feuilles de surface rigides et séparées et une couche d'interconnexion plus légère. Les isogrilles sont composées d'une feuille simple de matériau et de grandes ouvertures triangulaires et un motif ouvert sur les bords (en), contrairement aux deux feuilles enfermant la structure en mousse ou en nid d'abeilles des composites à structure sandwich.
Les structures isogrilles sont constituées d'une fine peau renforcée par une structure en treillis. De telles structures sont adoptées dans l'industrie aéronautique car elles présentent à la fois résistance structurelle et légèreté.
Le motif triangulaire est très efficace car il conserve de la rigidité tout en économisant de la matière et donc du poids. Le terme « isogrille » est la contraction d'« isotrope », car la structure agit comme un matériau isotrope, avec des propriétés égales mesurées dans n'importe quelle direction, et de « grille », faisant référence à la structure de la tôle et des raidisseurs.
Une variante similaire est l’orthogrille (en anglais : orthogrid, parfois appelée « waffle grid », grille gaufrée), qui utilise des motifs rectangulaires plutôt que triangulaires ; qui n'est pas isotrope (propriétés différentes sous différents angles), mais correspond bien à de nombreux cas d'utilisation et est plus facile à fabriquer.
Traditionnellement, le modèle de triangle équilatéral était utilisé parce qu’il se prêtait à une analyse simplifiée,. Puisque le motif triangulaire équilatéral a des caractéristiques de résistance isotrope (pas de direction préférentielle), la structure a été nommée isogrille.

## Fabrication
Les raidisseurs d'une isogrille sont généralement usinés à partir d'une face d'une seule feuille de matériau tel que l'aluminium avec une fraiseuse CNC. Une épaisseur inférieure à 0,04 pouces (1,016 mm) peut nécessiter des processus de gravure chimique.
Une avancée majeure a été réalisée avec l'apparition des techniques de fabrication additive en raison d'une diminution des coûts globaux des matériaux et de la production et d'une efficacité et d'une précision élevées tout en permettant un contrôle sur des paramètres tels que la porosité. En outre, la facilité de fabrication de prototypes à des fins de test a apporté une contribution considérable.
Les isogrilles composites sont des configurations nervure-peau, dans lesquelles au moins une partie de la nervure est un matériau différent de la peau, le composite étant assemblé par divers processus manuels ou automatisés. Cela peut donner des rapports résistance sur poids extrêmement élevés.

## Usages

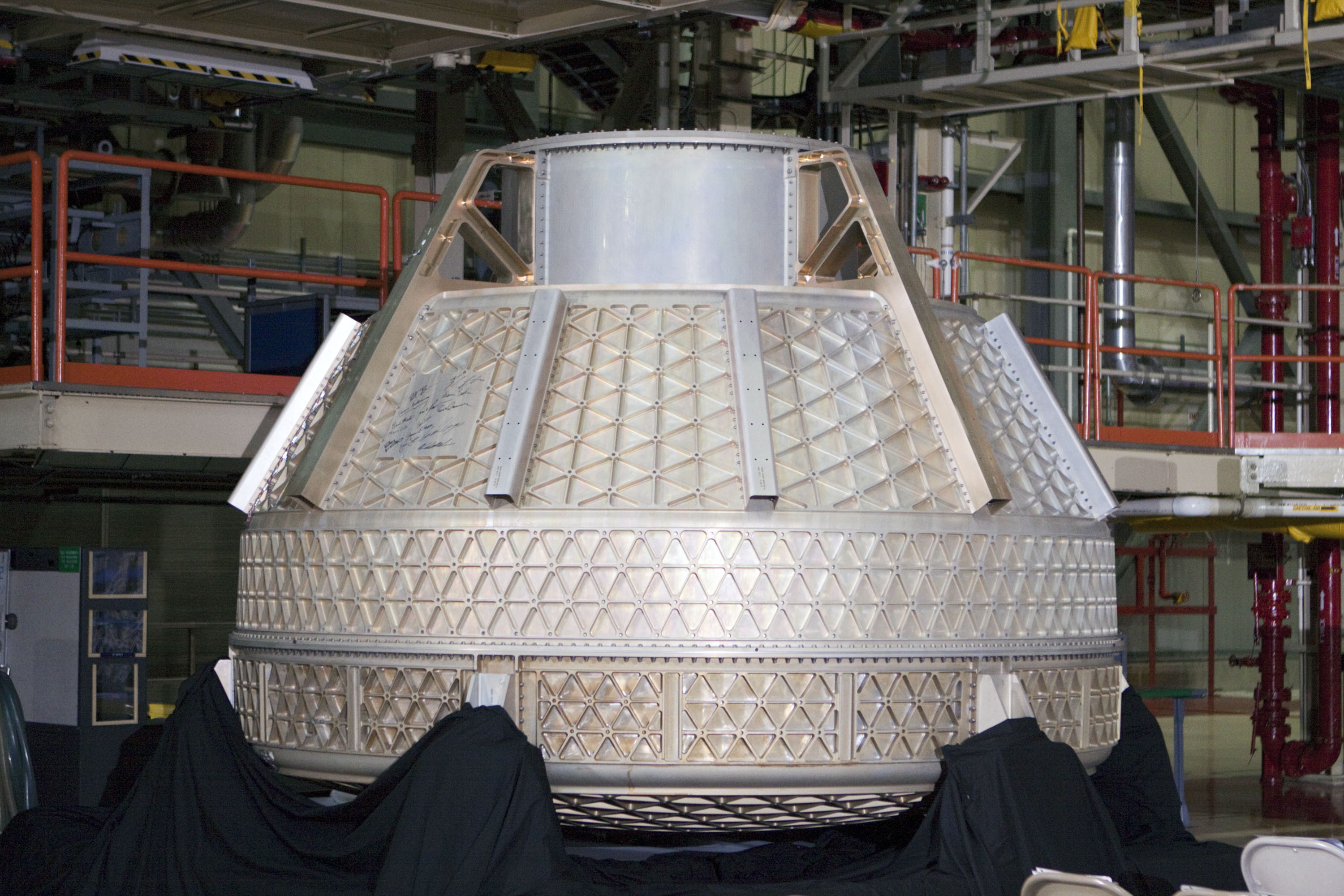
Coque pressurisée du CST-100.

Les panneaux isogrilles forment des structures auto-rigides où le faible poids, la rigidité, la résistance et la tolérance aux dommages sont importants, caractéristiques recherchées dans les avions ou les véhicules spatiaux. Les structures isogrilles aérospatiales comprennent des étages de lanceurs, qui doivent supporter tout le poids des étages supérieurs et des charges utiles sous des charges g élevées. Leur configuration ouverte avec une seule feuille scellée tournée vers l'extérieur les rend particulièrement utiles pour les réservoirs d'ergols des fusées, mais permettre aux ergols de s'écouler lors de l'utilisation ou de l'entretien, sont des caractéristiques nécessaires.

## Exemples

### Isogrille
Certains engins spatiaux et lanceurs qui utilisent des structures isogrilles comprennent :
- la famille de lanceur Delta[4],[10]
- la famille de lanceur Atlas[11] ;
- la station spatiale Skylab[4] ;
- le premier étage du Space Launch System[12] ;
- CST-100 Starliner[13] ;
- Crew Dragon[14].

### Orthogrille
L'orthogrille  est similaire à l'isogrille, mais avec un motif carré ; les exemples comprennent :
- les réservoirs des fusées Saturn, en raison de leur coût inférieur et de leur facilité de fabrication[15] ;
- la fusée Vulcan[16] ;
- New Glenn ;
- le premier étage du Space Launch System.